# Solana del Pino
Solana del Pino es un municipio español, situado en la provincia de Ciudad Real, perteneciente a la comunidad autónoma de Castilla-La Mancha. Está situado a los pies de sierra de la Umbría de Alcudia, en las cercanías de Sierra Madrona y el río Robledillo pertenecientes al Sistema Mariánico, con una altitud media de  740 m sobre el nivel del mar.

## Toponimia
Solana del Pino, municipio del partido de Puertollano, con 383 habitantes en 2013, y un término municipal de 18,08 ha; en el que está incluido el anejo de Tiñosas, y que hasta 1891 dependió de Mestanza; está situado en el límite meridional del Campo de Calatrava histórico y en medio de Sierra Morena a cuya subzona geográfica pertenece en su casi totalidad, menos el extremo norte que forma parte del Valle de Alcudia; todo el término corresponde a la cuenca fluvial del Guadalquivir, donde van a parar sus aguas a través de los ríos Montoro y Robledillo afluentes del Jándula, y el Valmayor afluente del Yeguas; las sierras Humbría de Alcudia, Madrona, Torrecilla y otras, atraviesan longitudinalmente el término en dirección este a oeste, por lo que resulta ser uno de los más accidentados de todo el territorio, confina al norte con los de Hinojosas y Mestanza, al este el mismo de Mestanza, al sur con el de Andújar de la provincia de Jaén, y al oeste el de Fuencaliente.
Por ser de moderna fundación, ya que solo figura con el nombre de Solana del Pino desde fines del siglo XVIII, y haberse integrado en él otras pequeñas agrupaciones urbanas para formar una aldea dependiente de Mestanza, se cree que el topónimo carece de relevancia, describiendo únicamente la característica de un determinado paraje orientado al mediodía y donde destacaría un ejemplar de pino, especie poco frecuente en la zona por lo que la suele ser elegir como distintivo, como vemos también, ya en 1189, con la Cabeza del Pinar, situada en el inmediato término de Fuencaliente.

## Geografía
Solana del Pino es un núcleo de población rural ubicado en el sur del Valle de Alcudia, con una extensión de 17 425 ha, repartidas de la siguiente forma: 500 ha son propiedad del Ayuntamiento, dedicadas a pastos, Rabiza, Redonda y Riscales. 2575 ha son propiedad de Icona y Cotos de Caza Mayor (2000 ha, están pobladas de pino piñonero y pino pinaster. 575 ha de monte bajo con: jaras, madroño, encina, quejigo, rebollo, etc.), 14 350 ha de propiedad particular. En su mayoría dedicadas a coto de caza, cuyos propietarios no residen en la localidad.
Teniendo un censo de 442 habitantes, sus habitantes reales puede ser una cifra algo menor durante los meses de invierno, cuando algunas personas mayores se van de temporada con los hijos residentes en Madrid o en Barcelona. Sin embargo, la población asciende en épocas estivales y festivas de la siguiente forma: 70 % en verano y fiestas patronales; 50 % Semana Santa y Navidad y 10 % fines de semana.

## Historia

### Edad Antigua
Por su cercanía a las conocidas pinturas rupestres de Fuencaliente, se situaron en el término otras varias muestras de arte prehistórico por el explorador francés Henri Breuil en la primera parte de este siglo.

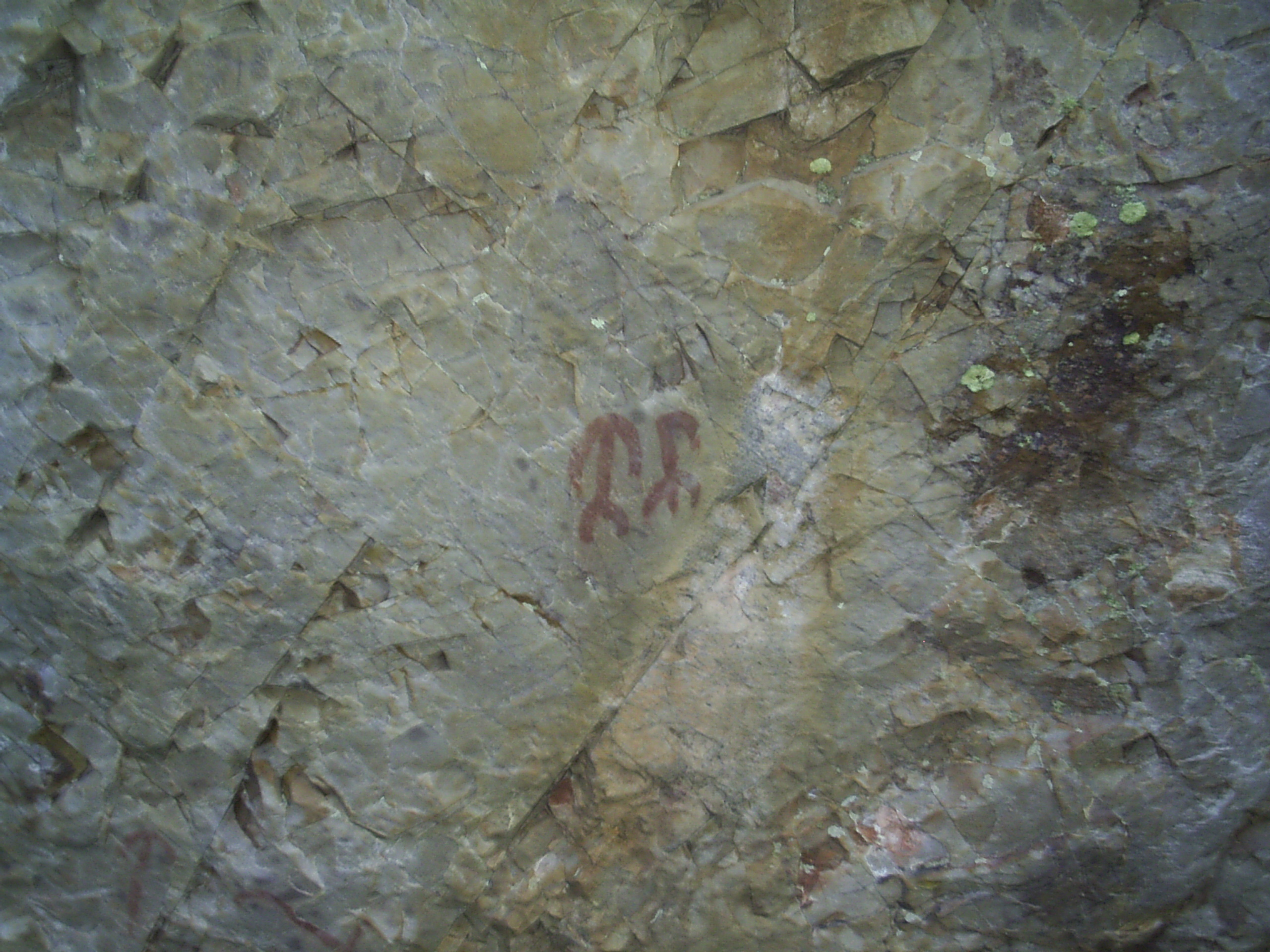
Pinturas rupestres en los alrededores de Solana del Pino

En este concienzudo trabajo, que no ha sido posteriormente continuado ni ampliado por nuestros arqueólogos, se localizan tres grupos de pinturas en la sierra de la Humbría de Alcudia que bautiza con el nombre de Covatilla, Collado del Águila y Peñón Amarillo, los que están situados en el mapa arqueológico provincial bajo los respectivos números 190, 191 y 192, encontrándose este último muy próximo al propio pueblo.
Parece probable que una paciente exploración del término proporcionaría nuevos hallazgos de este tipo, y otras muestras de análoga época, como se tuvo ocasión de comprobar el año 1969 cuando actuó un grupo de arqueólogos acompañados por un activo muchacho de la localidad (José Canales), el cual a pesar de ser sordomudo se dirigió a la Comisión de Monumentos comunicando sus descubrimientos, entre los que se encontraba una piedra con insculturas situada en la orilla derecha del Robledillo, sobre todo lo cual se informó por escrito.

### Edad Media
Cuando la Reconquista, todo el territorio que ocupa el actual término se encontraba comprendido en los límites de Mestanza, por lo que se puede fundamentadamente suponer que en la época musulmana también dependería de dicho castillo, único que existía en un gran radio.
En el libro de la Montería de Alfonso XI, se mencionan varios puntos situados «...en la otra sierra que es allende el Campo de Alcudia...», tales como el Puerto del Romí, Navagirote, la sierra del puerto Lebrachos, la Foz del Montoro, etc. Así como otros que no hemos logrado identificar, aunque corresponden a la zona, estando los que citamos nominalmente en la sierra de la Humbría de Alcudia, en cuya ladera sur está situado el pueblo.

### Edad Moderna
Así mismo por su despoblación y acentuado relieve todo este término, salvo la dehesa de las Tiñosas, estaría comprendido en los Baldíos Comunes en cuyo aprovechamiento participaban los varios pueblos de la zona, y por ello aparecen incluidos en el pleito surgido en 1522 entre los concejos de Puertollano y Mestanza sobre los baldíos del Montoro. Los que prosiguieron en 1543, existiendo una bula de 1546 sobre el mismo asunto, continuando el pleito en 1621, el que se refiere entre otros a los montes hoy del término de Solana del Pino. Por otra parte los únicos diezmos que los alcanzaban eran los de Montaraces o de Montarancia, que comprendían cosechas propias de sierras, como el ganado cabrío, los enjambres, miel y cera, etc. La percepción de estos diezmos de la Montacaría llevaba aneja la dependencia de la encomienda de Mestanza, la cual costeaba el culto en la Virgen de la Antigua a cuya ermita correspondían los vecinos que habitaban en la zona donde después se fundó Solana del Pino, como se comprueba por haber estado su iglesia unida hasta cierta época.

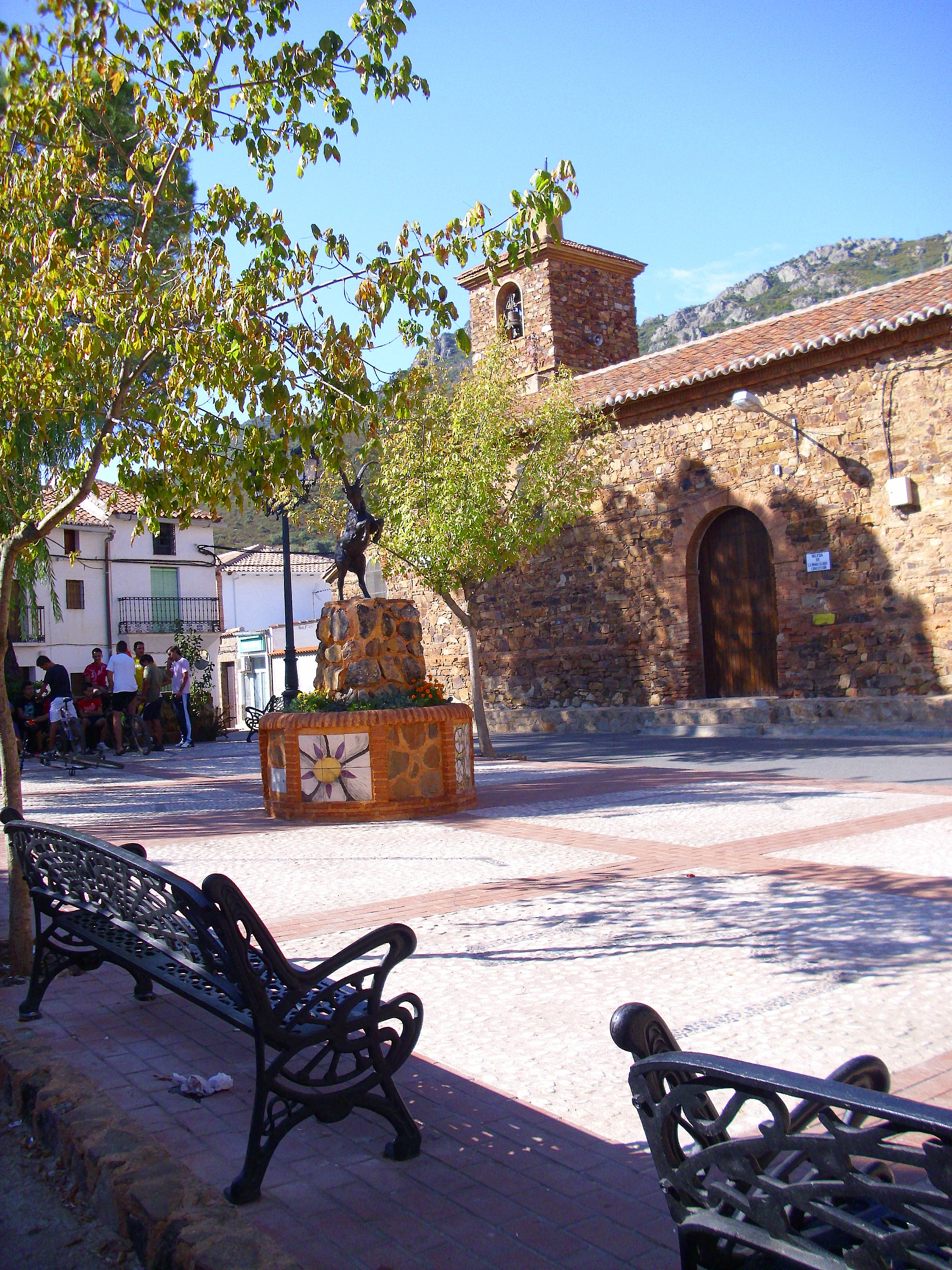
Plaza de Sierra Morena en Solana del Pino

De 1574 es una escritura por la que el comendador de Mestanza concede un molino a censo efitéutico entre el río Montoro y la dehesa de las Tiñosas, por tanto el actual término municipal. En 1593 es el informe sobre la dehesa de Alcudia en la que se asignan al Cuartel de las Tiñosas, siete millares de yerba, con un total de 24 183 cuerdas de cuarenta varas en cuadro, que a 1118 m por cuerda suponen 2703 ha. De este mismo informe sobre Alcudia, y en la Representación que uno de sus autores, el administrador de encomiendas Juan Dominico Quirico elevó en 1602, es el siguiente dato: «...en las tiñosas...se ha labrado y sembrado un gran pedazo, y de lo mejor, que dicen que el emperador en gloriosa memoria lo concedió, por merced, a un hidalgo de los Treviños de Ciudad Real, cuyos herederos lo poseen y gozan ahora, y por haberse cansado de labrar y sembrar se gozan y aprovechan del pasto con su ganado...», tal tierra de labor esté probablemente situada en el millar del Alhorín, uno de los comprendidos en esta dehesa, pero además dentro de los límites geográficos del valle existía también otra tanta superficie de tierra montuosa que paulatinamente ha ido transformándose en pastizales, como es  «...el terreno de fuera de las Tiñosas...» que figura en el Estado de 1768, que entonces se calculó en medio quinto, y otros terrenos aplicados de la humbría que hemos calculado en unión con la dehesa en unas 5000 ha quemadas, erigiendo una iglesia con pila bautismal en 1791, unida a la de Vera de la Antigua y dependencia de la parroquia de Mestanza.

## Edad Contemporánea
En 1826 se le asignaban ya 123 vecinos y 513 habitantes, y en 1848 contaba con cien vecinos y 396 almas. Desde 1873 era ya independiente de hecho, y en 2 de abril de 1891 lo fue por declararse así formalmente por la Diputación Provincial. En su término y en la parte que mira al Valle de Alcudia se encuentra el balneario de las Tiñosas, con aguas medicinales de gran prestigio comarcal, anejo que en 1950 llegó a tener 88 edificios y 419 habitantes. La antigüedad de este balneario debe de ser grande, ya que la dehesa que tomó nombre de él figura ya en los principios del siglo XVI.
La localidad aparece descrita en el decimocuarto volumen del Diccionario geográfico-estadístico-histórico de España y sus posesiones de Ultramar de Pascual Madoz de la siguiente manera:

SOLANA DEL PINO: ald. con alc. p. en la prov. de Ciudad-Real (9 leg.), part. jud. de Almodóvar del Campo (6), ayunt. de Mestanza (3). sit. á la falda de una sierra con esposicion al S. y entre las cord. que se desprenden de Sierra-Morena: es de clima templado, reinan los vientos E. y O. y se padecen fiebres estacionales y pulmonías. Tiene 100 casas; escuela dotada con 700 rs. de los fondos públicos, á la que asisten 33 niños de ambos sexos; é igl. parr. (la Concepcion) aneja á la de Mestanza y servida por un teniente, a la cual está unida la de Vera de la Antigua. Se surte de aguas potables en 2 fuentes dentro del pueblo y 5 fuera, todas esquisitas y muy delgadas. Confina el térm. por N. con el de Mestanza; E. el Hoyo; S. Andujar (Jaén); O. Fuencaliente, estendiéndose de una á 6 leg., y comprede 3 cas. a la parte N. á 1 leg., 2 en el sitio de Calvente y una en el de la Herradora; otro en el de las Navas y los cortijos de Casas altas. Le baña el arroyo de Robledillo que se une al r. Montoro. El terreno es montuoso y de sierras: los caminos vecinales: el correo se recibe en Almodóvar por los mismos interesados. prod.: trigo, cebada, centeno, aceite, lino, hortaliza y frutas; se mantiene ganado vacuno, de cerda y cabrio, y se cría mucha caza de todas clases. pobl.: 100 vec., 396 alm. riqueza y contr. con su matriz.
(Madoz, 1849, p. 425)

## Demografía
Solana del Pino cuenta con una población de 332 habitantes (INE 2024).
| Gráfica de evolución demográfica de Solana del Pino entre 1857 y 2021 |
| |
| Población de derecho según los censos de población del INE Población de hecho según los censos de población del INEEntre el censo de 1857 y el anterior, aparece este municipio porque se segrega del municipio Mestanza Entre el censo de 1877 y el anterior, este municipio desaparece porque se integra en el municipio Mestanza Entre el censo de 1897 y el anterior, aparece este municipio porque se segrega del municipio Mestanza |

| Años de censo de la población | 1826 | 1848 | 1887 | 1897 | 1950  | 1974  | 1998 | 2004 |
| Habitantes del pueblo         | 513  | 396  | 933  | 897  | 2,219 | 1,473 | 565  | 442  |

Se cuenta solo con esta corta serie desde el siglo XIX, cuya curva es análoga a la de otros núcleos urbanos enclavados en terrenos poco aptos para la agricultura. Por esta razón y por su relativa proximidad al centro industrial de Puertollano, a cuya zona de influencia pertenece, el descenso por emigración en época reciente alcanza la cota del 35,5 %, y aún se cree seguirá progresando.

## Economía
La economía de Solana del Pino está basada en dos factores principales: la ganadería y los programas especiales de ayuda a zonas rurales deprimidas. A estos puntos se puede añadir el empleo temporal de los retenes contra incendios en el verano y de las monterías en la temporada invernal, así como el empleo ocasional que surge en el sector de la construcción en las reformas de viviendas o su nueva construcción. A esto se suma como una ayuda a la economía familiar, el cultivo de un huerto de reducidas proporciones y la cría de animales de granja. También la recogida de la aceituna en las olivas familiares provee de aceite para el consumo anual. Hay aproximadamente diez ganaderos con rebaños de ovejas y cabras, situados en la vertiente del Valle de Alcudia en los pastos de "La Vera" y, en menor cuantía, en la vertiente de "Sierra de La Solana".

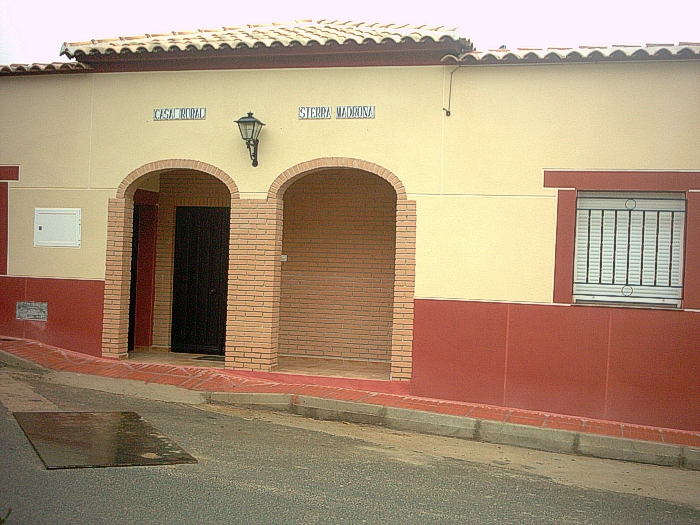
Casa rural de Solana del Pino

En temporada de caza, el empleo aumenta aproximadamente un 25 % dedicado a recogida de piezas abatidas, transporte de monteros, limpieza de mondas, postores, etc. Las piezas abatidas son recogidas y llevadas a grandes salas de despiece para su exportación. Los productos cárnicos más comunes son el chorizo y el salchichón de ciervo y jabalí. Habría que destacar las matanzas domiciliarias y sus productos cárnicos. A principios de noviembre de 2005 se inauguró una casa rural.

## Administración
```

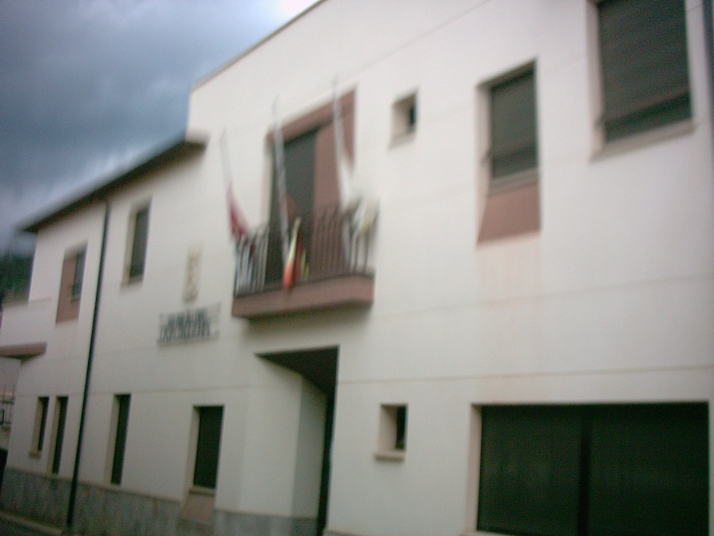
Casa consistorial

Legislaturas: Alcaldes Solana del Pino en democracia.
```

```
 | Alcalde-1 = Teófilo Castellano Gijón,(UCD)1979-1983
 | Alcalde-2 = Ángel Ponce Fernández,(PSOE)1983-1987 
 | Alcalde-3 = Manuel Benito de Marcos,(PP)1987-1991                                                                                                                                         
 | Alcalde-4 = Ángel Ponce Fernández,(PSOE)199-1995 
 | Alcalde-5 = Ramón Duque Duque,(PP)1995-1999 
 | Alcalde-6 = José Ramón Fernández Juáre,(PP)1999-2000
 | Alcalde-7 = José Ramón Fernández Juáre,(PP)2003-2007
 | Alcalde-8 = Juliana Duque Fernánde,(PSOE)2005-2011
 | Alcalde-9 = Juliana Duque Fernández,(PSOE)2011-2015
 | Alcalde-10 = Emilia Redondo Lozano,(PP)2015-2019
 | Alcalde-11 = Josefa Poyatos de Marcos,(PSOE)2019
```

### Evolución de la deuda viva
El concepto de deuda viva contempla solo las deudas con cajas y bancos relativas a créditos financieros, valores de renta fija y préstamos o créditos transferidos a terceros, excluyéndose, por tanto, la deuda comercial.
| Gráfica de evolución de la deuda viva del ayuntamiento entre 2008 y 2014                             |
| |
| Deuda viva del ayuntamiento en miles de Euros según datos del Ministerio de Hacienda y Ad. Públicas. |

La deuda viva municipal por habitante en 2014 ascendía a 1358,88 €.

## Servicios
En Solana del Pino hay una farmacia y un centro de salud que cubre con sus guardias la zona de salud de San Lorenzo de Calatrava, Huertezuelas, El Hoyo y Solanilla del Tamaral.

## Emlobados
Desde 2013 (21 Sep 2013) y en 2014 en el primer fin de semana del mes de octubre se vienen celebrando unas jornadas de concienciación de la problemática de los últimos lobos ibéricos que aún se encuentran en estas serranías, denominadas Emlobados.
Las jornadas que sobre el lobo se realizan reúnen una gran cantidad de interesados en la naturaleza y en el modo de potenciar tanto jurídicamente como en los medios su revalorización así como dar a conocer entre las personas de la zona el interés de conservar al lobo ibérico. En dicho evento se reivindica también el valor de lo rural y su participación en la conservación de la biodiversidad natural. Hasta el momento se trata del evento periódico relacionado con el lobo ibérico que de forma continua se ha prolongado durante más tiempo, siendo al menos seis las celebradas entre los años 2013 y 2018.

## Anasma

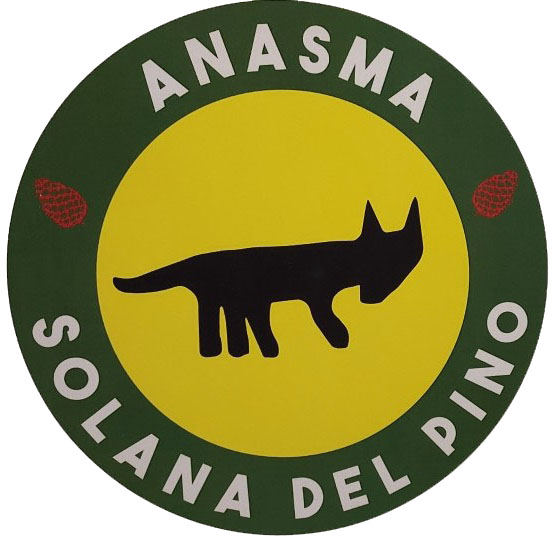
Logo de Anasma.

La asociación "ANASMA" es el acrónimo de Asociación Naturalista “Aullidos” de Sierra MAdrona siendo una asociación naturalista fundada en 2015. Es una asociación que trabaja para la recuperación de la biodiversidad de la zona del valle de Alcudia y Sierra Madrona.